# فیلم ایموجی
فیلم ایموجی (انگلیسی: The Emoji Movie) یک پویانمایی رایانه‌ای سه‌بعدیِ علمی–تخیلی و کمدی بر اساس اموجی‌ها، به کارگردانی تونی لئوندیس و محصول آمریکا است که در سال ۲۰۱۷ منتشر شد. از صداپیشگان آن می‌توان به تی جی میلر، جیمز کوردن، آنا فاریس، مایا رودولف، استیون رایت، راب ریگل، جنیفر کولیج، کریستینا آگیلرا، سوفیا ورگارا، شان هایس و پاتریک استوارت اشاره کرد.
این فیلم در سی و هشتمین دوره جوایز تمشک طلایی جایزه‌های بدترین فیلم، بدترین کارگردان، بدترین زوج سینمایی، بدترین فیلمنامه را برد و در جایزه تمشک طلایی خیلی نامزدی شمارا دوست داشت، نامزد شد.

## خلاصه داستان
این پویانمایی سه بعدی ماجرای یک ایموجی را در شهر تکستوپولیس به تصویر می‌کشد؛ شهری در یک گوشی موبایل که محل زندگی ایموجی‌هاست. یکی از آنها که قادر است احساسات مختلفی را از خود بروز دهد می‌خواهد همچون دیگر همنوعانش تنها یک احساس را ابراز کند.

## بازیگران
- تی جی میلر در نقش جین
- آنا فاریس در نقش جیبرک یک شکلک هکر
- جیمز کوردن در نقش بزن قدش یک شکلک دست
- پاتریک استوارت در نقش پوپ
- مایا رودولف در نقش لبخند یک شکلک لبخندزن
- استیون رایت در نقش مل، پدر جین
- راب ریگل در نقش یک شکلک بستنی
- جنیفر کولیج در نقش ماری مه، مادر جین
- جیک تی. آستین در نقش الکس، یک انسان
- کریستینا آگیلرا در نقش آکیکو گتلر
- سوفیا ورگارا در نقش فلامنسا
- شان هایس در نقش استیون شکلک شیطانی
- ریچل ری در نقش اسپم
- کنراد ورنن در نقش تروجان
- تونی لئوندیس در نقش پیتزا
- لیام ایکن در نقش رونی رامتچ

## تولید
در ۲۱ ژوئیه ۲۰۱۵ اعلام شد که سونی پیکچرز انیمیشن در یک جنگ با برادران وارنر و پارامونت پیکچرز هستند تا بتوانند پروژه ساخت انیمیشنی در مورد یک شکلک را به دست بگیرند. در ژوئیه ۲۰۱۶، تی جی میلر از بازیگران فیلم اعلام کرد که تولید فیلم بر عهده سونی پیکچرز انیمیشن می‌باشد. در ۲۰ دسامبر ۲۰۱۶ یک تیزر از این انیمیشن منتشر شد.

## انتشار
در نوامبر ۲۰۱۵ شرکت سونی پیکچرز انیمیشن اعلام کرد که این انیمیشن در ۱۱ اوت سال ۲۰۱۷ منتشر خواهد شد. یک سال بعد اعلام شد که به دلیل ساخت انیمیشن بیبی راننده این تاریخ به ۴ اوت ۲۰۱۷ تغییر کرد.